# Sofiane Oumiha
Sofiane Oumiha (n. 23 decembrie 1994, Toulouse, Franța) este un boxer ce a reprezentat Franța, medaliat olimpic. A participat la 3 ediții ale Jocurilor Olimpice (2016, 2020, 2024) în care a câștigat două medalii de argint.